# Valentín Beniak
Valentín Beniak (Kinorány, 1894. február 19. – Pozsony, 1973. november 6.) szlovák költő és műfordító, a szlovák modernizmus egyik legjelesebb képviselője.

## Élete
Hétgyermekes parasztcsaládból származott. Születésekor Benyák Bálint-nak anyakönyvezték, szülei Benyák József és Puchov Katalin voltak; ő volt a család negyedik gyermeke.
Gyenge fizikumú gyerekként inkább taníttatni küldték szülei. Tanulmányait Kinorányban kezdte (1900-1906), majd pedig Nagytapolcsányban (1913-1914) és Nyitrán (1914-1916) folytatta. Eredményei kiválóak voltak, ezért 1916 és 1917 között a budapesti egyetem állam- és jogtudományi karán tanult, de tanulmányait anyagi források híján nem tudta befejezni.
1919-ben visszatért a Felvidékre, és több, rövidebb ideig tartó alkalmi munka után állandó állást kapott Kinorányban, ahol is közjegyző lett és 1935-ig dolgozott. 1936-tól 1939-ig Újbánya közjegyzője volt. 1939-től Pozsonyban vállalt köztisztviselői állást.
A Szlovák Köztársaság nevű német bábállam megalakulásakor Beniák Jozef Tiso kabinetjének belügyi részlegén titkársági vezető lett, s passzív támogatója volt a nemzetiszocializmusnak és a szlovák klérofasizmusnak. 1940-ben a Szlovák Írószövetség elnökévé választották; tisztségét a második világháború végéig viselte. 1945-től az oktatási bizottságnál dolgozott.
1947-ben nyugdíjba vonult, és haláláig Pozsonyban élt, de Kinorányhoz mindig is szoros, bensőséges kapcsolat fűzte. 1968-ban még egyszer meglátogatta szülőfaluját Jožo Nižnánsky szlovák íróval.
Sírja a pozsonyi Márton-temetőben van. Temetésen nagy számban vettek részt kinorányiak is.

## Munkássága
Első verseit a Slovenské pohľady c. folyóiratban kezdte közölni 1922-től. Költészetére hatással volt Ady Endre, valamint Ivan Krasko szlovák és Jiří Wolker cseh költő. Verseiben nagy hangsúlyt kapnak a szülőföld, az otthon, a szlovákság. Foglalkoztatják a személyes emberi sorsok, az emberi tragédiák miatti együttérzés, a nagyvilágban megélt tapasztalatok.
Korai munkái még a szimbolizmus jegyében születtek, később már erőteljesen összpontosított az egzisztenciális kérdésekre. 1943-ban nyolc másik költőtársával egy nagyantológiát állított össze. A szlovák irodalom a tisói bábállam idején reneszánszát élte, melynek Beniak fontos részese volt.
Munkásságának harmadik korszakát, mely a második világháború után kezdődött, a műfordítás jelentette. Ebben megélhetési tényezők is motiválták, ugyanis a helyreállított Csehszlovákiában megbélyegzett személy volt, s a jelentősebb munkákból kiszorították a tisói rezsim alatt betöltött állása miatt, annak ellenére, hogy Beniak sosem politizált aktívan, és verseiben is alig találni politikai jelleget.
Szlovákra ültette többek között William Shakespeare, Johann Wolfgang Goethe, Oscar Wilde, Madách Imre és Vörösmarty Mihály műveit. Ő Az ember tragédiájának és a Csongor és Tündének a szlovák fordítója.
1969-ben enyhült vele szemben annyira a megbélyegzés, hogy munkásságát nyilvánosan elismerték. Egyik lánya, Nora Beniaková maga is költő lett.